# Alexandre-Stanislas de Wimpffen
Alexandre-Stanislas Baron de Wimpffen (auch Freiherr von Wimpffen; * 1748 in Deux-Ponts; † 1819 in Paris) war ein französischer Adliger, Offizier und Reiseschriftsteller. Der Baron aus dem ursprünglich württembergischen Geschlecht derer von Wimpffen verfasste unter anderem eine frühe Geschichte der Insel Hispaniola.

## Bedeutung

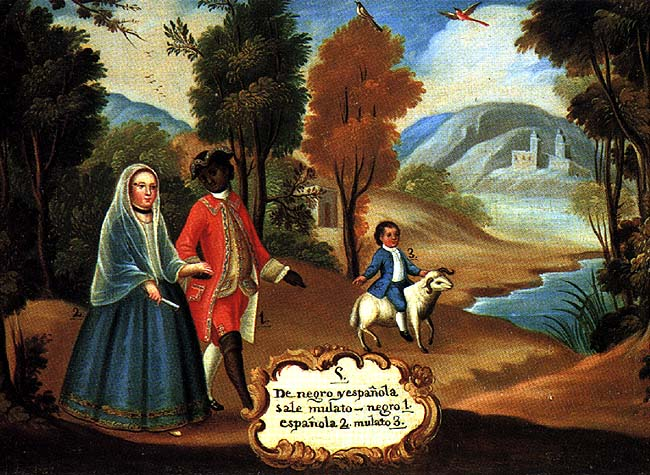
Gemälde von 1780: „Aus einem Schwarzen und einer Spanierin entsteht ein Mulatte – Schwarzer 1. Spanierin 2. Mulatte 3.“

Alexandre-Stanislas entstammte der elsässer Linie der Familie und war nach seinen Brüdern Franz Ludwig, Georg und Felix der jüngste Sohn des Freiherrn Johann Georg von Wimpffen (1689–1767).
Der Baron bereiste sowohl Teile von Europa, als auch von Afrika sowie Nord- und Mittelamerika und veröffentlichte seine dabei gemachten Reiseimpressionen. Als Offizier der französischen Armee war von Wimpffen in Westindien stationiert und besuchte von dort aus Mexiko.

Frontispiz der Reisebeschreibung A Voyage to Saint Domingo von 1797

Über seine Besuche der französischen Kolonie Saint-Domingue (das heutige Haiti) verfasste er das Buch Voyage a Saint Domingue, pendant les années 1788, 1789 et 1790, das einen Einblick in das Inselleben vor und während der Französischen Revolution sowie vor der Haitianischen Revolution gewährt. Baron de Wimpffen berichtete darin unter anderem, dass in der vorrevolutionären Sklavenhaltergesellschaft der Kolonie „gemischtrassige Paare allerorten anzutreffen seien und dieser Umstand selbst von den respektabelsten Mitgliedern der Gemeinde geflissentlich übersehen werde.“
Zum Wirrwarr der Inselnamen äußerte sich de Wimpffen wie folgt:

„Der alte Name von S. Domingo ist nicht bekannt genug. Franz Coreal sagt: daß die Eingebornen sie Quisquesa, Haiti, Cipanga nennten. Wahrscheinlich wollten sie aber blos damit nur einzelne Theile, wo sich die Fremdlinge niedergelassen hatten, nicht die ganze Insel bezeichnen. Die Spanier belegten sie gleich bei ihrer Ankunft mit dem Namen Isabella, und nennen sie jetzt noch Hispagnola, wie alle Nationen, die dorthin schiffen, nur die Franzosen allein ausgenommen, welche den Namen der Hauptstadt S. Domingo mit demjenigen der Insel verwechselten, und von der Zeit an, sie noch immer unter dem Namen S. Domingo begreifen.“